# Joseph Darko-Mensah
 (novembre 2022).
Joseph Darko-Mensah (22 février 1942 - 16 mai 2011) est un homme politique et un avocat ghanéen, membre du troisième parlement de la quatrième République du Ghana. Il représente la circonscription d'Okaikwei North dans la région du Grand Accra sous la bannière du Nouveau parti patriotique (NPP).

## Membre du Parlement
Darko-Mensah assume ses fonctions de parlementaire pour la première fois en 1997 et 2001 après avoir remporté les élections parlementaires de 1996 et 2000. Il obtient une majorité de 33 067 voix lors des élections générales ghanéennes de 1996 et de 36 511 voix lors des élections générales ghanéennes de 2000 sur la liste du New Patriotic Party. Il perd son siège au profit d'Elizabeth K. Tawiah Sackey lors des élections générales ghanéennes de 2004.

## Élections parlementaires de 1996
Darko-Mensah est élu membre du parlement pour la circonscription d'Okaikwei North dans la région du Grand Accra, faisant de lui un membre du deuxième parlement de la quatrième république du Ghana. Il gagne avec un total de 34 641 voix exprimées représentant 35,20% contre ses adversaires: Philip Kwame Agbeyome du Congrès démocratique national qui a 33 067 voix, soit 33,50% des suffrages exprimés, Kwaku Oteng Anane du Parti de la convention populaire qui a 5 697 voix, soit 5,80 %, Abdullah Nii Armah de la Convention nationale populaire qui a 3 193 voix, soit 3,20%, et Mohammed Saleh Sinare du Parti de la convention nationale qui a 474 voix, soit 0,50 % des suffrages valides,.

## Élections parlementaires de 2000
Il remporte le siège parlementaire d'Okaikwei lors des élections parlementaires ghanéennes de 2000 . Il remporte un total de 55,50% des suffrages exprimés. Darko-Mensah est en compétition avec d'autres candidats du National Democratic Congress (NDC) représenté par Mme Mawuenyenga Sally Okauley, du People's National Convention (PNC) représenté par Alhajia Salamatu Ali-Lawal, du National Reform Party (NRP) représenté par Barikisu Shardow Shahad, et du Convention People's Party (CPP) représenté par Reindorf Nii Kwao Mettle.
Le nombre total de votes exprimés est de 65 742. Darko-Mensah gagne en obtenant 35 611 voix contre 12 045 voix pour Mme Okailey, qui obtient un total de 24 466 voix, soit 37,20%. Les représentants du PNC, du NRP et du CPP obtiennent respectivement 2.268, 1.328 et 1.169 voix.

## Vie après la politique
Joseph Darko-Mensah quitte la politique et reprend la pratique du droit lorsqu'il est exclu du Nouveau Parti Patriotique avant les élections générales de 2004 pour déloyauté.